# Campeonato de Fútbol de Costa Rica 1978
La temporada 1978 de la Primera División fue la 59.ª edición de la máxima categoría del sistema de Ligas costarricenses de fútbol.

## Sistema de competición
El campeonato nacional de la primera división se disputó bajo un formato de todos contra todos a cuatro vueltas, con partidos de visita recíproca y taquillas propias. Participaron nueve equipos, agrupados en un único grupo durante la etapa de clasificación.
La clasificación se estableció con base en los puntos obtenidos por los equipos en cada enfrentamiento, a razón de dos puntos por partido ganado, uno por empate y cero en caso de derrota.
Al finalizar esta fase, los cinco equipos mejor ubicados accedieron a una pentagonal final por el título, la cual se jugó a dos vueltas. El equipo que finalizó en el primer lugar de la etapa de clasificación disputó el campeonato nacional frente al equipo que se posicionó primero en la pentagonal. Esta serie final se disputó a dos partidos, con opción a un tercero si fuera necesario. En caso de que un mismo equipo ganara tanto la clasificación general como la pentagonal, se proclamaba automáticamente campeón nacional. El subcampeonato se asignaba entonces al equipo que finalizara en el segundo lugar de la pentagonal.
El equipo que terminó en el último lugar de la clasificación general descendió automáticamente a la segunda división.
En caso de empate en puntos en cualquiera de las fases del torneo, se aplicaban los siguientes criterios de desempate: primero, la mayor cantidad de goles a favor; luego, la menor cantidad de goles en contra; y si persistía la igualdad, se programaba un partido extra en cancha neutral designada por el comité de competición. De mantenerse el empate, se jugaban dos tiempos extra de quince minutos cada uno, y si aún no se definía un ganador, se procedía a una tanda de penales, conforme a las disposiciones de la FIFA.

## Información de los equipos
Tomaron parte en el torneo nueve clubes.
| Equipo       | Ciudad     | Estadio          |
| ------------ | ---------- | ---------------- |
| Alajuelense  | Alajuela   | Morera Soto      |
| Cartaginés   | Cartago    | "Fello" Meza     |
| Guanacasteca | Nicoya     | Chorotega        |
| Herediano    | Heredia    | Rosabal Cordero  |
| Limonense    | Limón      | Juan Gobán       |
| México       | San José   | Nacional         |
| Puntarenas   | Puntarenas | "Lito" Pérez     |
| Ramonense    | San Ramón  | Guillermo Vargas |
| Saprissa     | Tibás      | Ricardo Saprissa |

### Relevo de plazas
| Descendido a Segunda División |
| ----------------------------- |
| Municipal Turrialba           |
| A. D. San Carlos              |
| Universidad de Costa Rica     |

| Ascendido de Segunda División |
| ----------------------------- |
| No hubo                       |

## Clasificación
| Pos. | Equipo               | Pts. | PJ | G  | E  | P  | GF | GC | Dif. | Notas                     |
| ---- | -------------------- | ---- | -- | -- | -- | -- | -- | -- | ---- | ------------------------- |
| 1    | C. S. Herediano      | 45   | 32 | 18 | 9  | 5  | 57 | 34 | +23  | Clasifica a la pentagonal |
| 2    | Municipal Puntarenas | 34   | 32 | 12 | 10 | 10 | 49 | 40 | +9   | Clasifica a la pentagonal |
| 3    | Deportivo Saprissa   | 34   | 32 | 11 | 12 | 9  | 46 | 29 | +17  | Clasifica a la pentagonal |
| 4    | A. D. Ramonense      | 32   | 32 | 10 | 12 | 10 | 40 | 42 | −2   | Clasifica a la pentagonal |
| 5    | A. D. Limonense      | 32   | 32 | 11 | 10 | 11 | 39 | 46 | −7   | Clasifica a la pentagonal |
| 6    | C. S. Cartaginés     | 31   | 32 | 11 | 9  | 12 | 44 | 41 | +3   |                           |
| 7    | Deportivo México     | 30   | 32 | 9  | 12 | 11 | 42 | 52 | −10  |                           |
| 8    | L. D. Alajuelense    | 28   | 32 | 9  | 10 | 13 | 46 | 44 | +2   |                           |
| 9    | A. D. Guanacasteca   | 22   | 32 | 7  | 8  | 17 | 24 | 53 | −29  | Descenso de categoría     |

 Fuente: La Nación
Criterios de clasificación: Puntos · Diferencia de goles · Goles a favor

## Resultados
El calendario de los partidos se dio a conocer el 3 de mayo de 1978. Los horarios corresponden al tiempo de Costa Rica (UTC-6).
| Jornada 1   | Jornada 1 | Jornada 1    | Jornada 1        | Jornada 1  | Jornada 1 |
| Local       | Resultado | Visitante    | Estadio          | Fecha      | Hora      |
| ----------- | --------- | ------------ | ---------------- | ---------- | --------- |
| Herediano   | 2 - 1     | Ramonense    | Rosabal Cordero  | 14 de mayo | 11:00     |
| Saprissa    | 0 - 0     | Puntarenas   | Ricardo Saprissa | 14 de mayo | 11:00     |
| Limonense   | 0 - 2     | Guanacasteca | Juan Gobán       | 14 de mayo | 11:00     |
| Alajuelense | 1 - 1     | México       | Morera Soto      | 14 de mayo | 11:00     |

| Jornada 2    | Jornada 2 | Jornada 2  | Jornada 2        | Jornada 2  | Jornada 2 |
| Local        | Resultado | Visitante  | Estadio          | Fecha      | Hora      |
| ------------ | --------- | ---------- | ---------------- | ---------- | --------- |
| Guanacasteca | 0 - 3     | Saprissa   | Nacional         | 21 de mayo | 11:00     |
| Puntarenas   | 4 - 0     | Herediano  | "Lito" Pérez     | 21 de mayo | 11:00     |
| Ramonense    | 0 - 3     | Cartaginés | Guillermo Vargas | 21 de mayo | 11:00     |
| Limonense    | 1 - 1     | México     | Juan Gobán       | 21 de mayo | 11:00     |

| Jornada 3    | Jornada 3 | Jornada 3  | Jornada 3    | Jornada 3  | Jornada 3 |
| Local        | Resultado | Visitante  | Estadio      | Fecha      | Hora      |
| ------------ | --------- | ---------- | ------------ | ---------- | --------- |
| México       | 1 - 3     | Cartaginés | Nacional     | 17 de mayo | 20:00     |
| Guanacasteca | 2 - 2     | Herediano  | Chorotega    | 25 de mayo | 11:00     |
| Puntarenas   | 3 - 2     | Limonense  | "Lito" Pérez | 4 de junio | 11:00     |
| Alajuelense  | 1 - 1     | Ramonense  | Morera Soto  | 7 de junio | 20:00     |

| Jornada 4    | Jornada 4 | Jornada 4   | Jornada 4        | Jornada 4   | Jornada 4 |
| Local        | Resultado | Visitante   | Estadio          | Fecha       | Hora      |
| ------------ | --------- | ----------- | ---------------- | ----------- | --------- |
| Limonense    | 2 - 2     | Cartaginés  | Juan Gobán       | 25 de mayo  | 11:00     |
| México       | 1 - 2     | Saprissa    | Nacional         | 28 de mayo  | 11:00     |
| Ramonense    | 2 - 2     | Puntarenas  | Guillermo Vargas | 25 de junio | 11:00     |
| Guanacasteca | 1 - 0     | Alajuelense | Chorotega        | 29 de junio | 11:00     |

| Jornada 5    | Jornada 5 | Jornada 5   | Jornada 5        | Jornada 5  | Jornada 5 |
| Local        | Resultado | Visitante   | Estadio          | Fecha      | Hora      |
| ------------ | --------- | ----------- | ---------------- | ---------- | --------- |
| Guanacasteca | 0 - 0     | Ramonense   | Chorotega        | 4 de junio | 11:00     |
| Cartaginés   | 1 - 1     | Alajuelense | "Fello" Meza     | 4 de junio | 11:00     |
| Herediano    | 2 - 3     | México      | Rosabal Cordero  | 4 de junio | 11:00     |
| Saprissa     | 5 - 0     | Limonense   | Ricardo Saprissa | 7 de junio | 20:00     |

| Jornada 6  | Jornada 6 | Jornada 6    | Jornada 6       | Jornada 6   | Jornada 6 |
| Local      | Resultado | Visitante    | Estadio         | Fecha       | Hora      |
| ---------- | --------- | ------------ | --------------- | ----------- | --------- |
| Cartaginés | 0 - 1     | Guanacasteca | "Fello" Meza    | 1 de junio  | 20:00     |
| Puntarenas | 2 - 1     | Alajuelense  | "Lito" Pérez    | 21 de junio | 20:00     |
| Herediano  | 2 - 0     | Saprissa     | Rosabal Cordero | 29 de junio | 11:00     |
| México     | 2 - 2     | Ramonense    | Nacional        |             | 20:00     |

| Jornada 7  | Jornada 7 | Jornada 7    | Jornada 7        | Jornada 7   | Jornada 7 |
| Local      | Resultado | Visitante    | Estadio          | Fecha       | Hora      |
| ---------- | --------- | ------------ | ---------------- | ----------- | --------- |
| Saprissa   | 2 - 0     | Alajuelense  | Ricardo Saprissa | 25 de mayo  | 12:00     |
| México     | 4 - 1     | Guanacasteca | Nacional         | 21 de junio | 20:00     |
| Herediano  | 3 - 0     | Limonense    | Rosabal Cordero  | 21 de junio | 20:00     |
| Cartaginés | 1 - 1     | Puntarenas   | "Fello" Meza     | 29 de junio | 11:00     |

| Jornada 8   | Jornada 8 | Jornada 8    | Jornada 8        | Jornada 8   | Jornada 8 |
| Local       | Resultado | Visitante    | Estadio          | Fecha       | Hora      |
| ----------- | --------- | ------------ | ---------------- | ----------- | --------- |
| Alajuelense | 2 - 4     | Herediano    | Morera Soto      | 28 de mayo  | 11:00     |
| Puntarenas  | 2 - 1     | Guanacasteca | "Lito" Pérez     | 7 de junio  | 20:00     |
| Saprissa    | 2 - 1     | Cartaginés   | Ricardo Saprissa | 14 de junio | 20:00     |
| Limonense   | 4 - 1     | Ramonense    | Juan Gobán       | 29 de junio | 11:00     |

| Jornada 9   | Jornada 9 | Jornada 9 | Jornada 9        | Jornada 9  | Jornada 9 |
| Local       | Resultado | Visitante | Estadio          | Fecha      | Hora      |
| ----------- | --------- | --------- | ---------------- | ---------- | --------- |
| Alajuelense | 0 - 0     | Limonense | Morera Soto      | 2 de julio | 11:00     |
| Puntarenas  | 6 - 1     | México    | "Lito" Pérez     | 2 de julio | 11:00     |
| Ramonense   | 2 - 2     | Saprissa  | Guillermo Vargas | 2 de julio | 11:00     |
| Cartaginés  | 0 - 3     | Herediano | "Fello" Meza     | 2 de julio | 11:00     |

| Jornada 10   | Jornada 10 | Jornada 10  | Jornada 10       | Jornada 10 | Jornada 10 |
| Local        | Resultado  | Visitante   | Estadio          | Fecha      | Hora       |
| ------------ | ---------- | ----------- | ---------------- | ---------- | ---------- |
| Ramonense    | 2 - 0      | Herediano   | Guillermo Vargas | 9 de julio | 11:00      |
| Puntarenas   | 3 - 2      | Saprissa    | "Lito" Pérez     | 9 de julio | 11:00      |
| Guanacasteca | 0 - 1      | Limonense   | Chorotega        | 9 de julio | 11:00      |
| México       | 1 - 2      | Alajuelense | Nacional         | 9 de julio | 11:00      |

| Jornada 11 | Jornada 11 | Jornada 11   | Jornada 11       | Jornada 11  | Jornada 11 |
| Local      | Resultado  | Visitante    | Estadio          | Fecha       | Hora       |
| ---------- | ---------- | ------------ | ---------------- | ----------- | ---------- |
| Saprissa   | 6 - 0      | Guanacasteca | Ricardo Saprissa | 12 de julio | 20:00      |
| Herediano  | 1 - 1      | Puntarenas   | Rosabal Cordero  | 12 de julio | 20:00      |
| Cartaginés | 1 - 2      | Ramonense    | "Fello" Meza     | 12 de julio | 20:00      |
| México     | 1 - 1      | Limonense    | Nacional         | 2 de agosto | 11:00      |

| Jornada 12 | Jornada 12 | Jornada 12   | Jornada 12       | Jornada 12  | Jornada 12 |
| Local      | Resultado  | Visitante    | Estadio          | Fecha       | Hora       |
| ---------- | ---------- | ------------ | ---------------- | ----------- | ---------- |
| Cartaginés | 4 - 2      | México       | "Fello" Meza     | 5 de julio  | 11:00      |
| Herediano  | 3 - 1      | Guanacasteca | Rosabal Cordero  | 16 de julio | 11:00      |
| Limonense  | 0 - 1      | Puntarenas   | Juan Gobán       | 25 de julio | 12:00      |
| Ramonense  | 1 - 3      | Alajuelense  | Guillermo Vargas | 2 de agosto | 11:00      |

| Jornada 13  | Jornada 13 | Jornada 13   | Jornada 13       | Jornada 13   | Jornada 13 |
| Local       | Resultado  | Visitante    | Estadio          | Fecha        | Hora       |
| ----------- | ---------- | ------------ | ---------------- | ------------ | ---------- |
| Cartaginés  | 2 - 0      | Limonense    | "Fello" Meza     | 19 de julio  | 20:00      |
| Saprissa    | 0 - 0      | México       | Ricardo Saprissa | 23 de julio  | 11:00      |
| Puntarenas  | 4 - 1      | Ramonense    | "Lito" Pérez     | 23 de julio  | 11:00      |
| Alajuelense | 2 - 0      | Guanacasteca | Morera Soto      | 13 de agosto | 11:00      |

| Jornada 14  | Jornada 14 | Jornada 14   | Jornada 14       | Jornada 14  | Jornada 14 |
| Local       | Resultado  | Visitante    | Estadio          | Fecha       | Hora       |
| ----------- | ---------- | ------------ | ---------------- | ----------- | ---------- |
| Ramonense   | 2 - 0      | Guanacasteca | Guillermo Vargas | 30 de julio | 11:00      |
| Alajuelense | 1 - 3      | Cartaginés   | Morera Soto      | 30 de julio | 11:00      |
| México      | 2 - 3      | Herediano    | Nacional         | 30 de julio | 11:00      |
| Limonense   | 3 - 3      | Saprissa     | Juan Gobán       | 30 de julio | 11:00      |

| Jornada 15   | Jornada 15 | Jornada 15 | Jornada 15        | Jornada 15   | Jornada 15 |
| Local        | Resultado  | Visitante  | Estadio           | Fecha        | Hora       |
| ------------ | ---------- | ---------- | ----------------- | ------------ | ---------- |
| Ramonense    | 2 - 1      | México     | Guillermo Vargas  | 16 de julio  | 11:00      |
| Guanacasteca | 1 - 1      | Cartaginés | Edgardo Baltodano | 23 de julio  | 11:00      |
| Alajuelense  | 2 - 1      | Puntarenas | Morera Soto       | 6 de agosto  | 11:00      |
| Saprissa     | 1 - 3      | Herediano  | Ricardo Saprissa  | 16 de agosto | 20:00      |

| Jornada 16   | Jornada 16 | Jornada 16 | Jornada 16   | Jornada 16  | Jornada 16 |
| Local        | Resultado  | Visitante  | Estadio      | Fecha       | Hora       |
| ------------ | ---------- | ---------- | ------------ | ----------- | ---------- |
| Alajuelense  | 0 - 0      | Saprissa   | Nacional     | 16 de julio | 11:00      |
| Puntarenas   | 1 - 1      | Cartaginés | "Lito" Pérez | 16 de julio | 11:00      |
| Guanacasteca | 1 - 2      | México     | Chorotega    | 6 de agosto | 11:00      |
| Limonense    | 1 - 0      | Herediano  | Juan Gobán   | 6 de agosto | 11:00      |

| Jornada 17   | Jornada 17 | Jornada 17  | Jornada 17       | Jornada 17   | Jornada 17 |
| Local        | Resultado  | Visitante   | Estadio          | Fecha        | Hora       |
| ------------ | ---------- | ----------- | ---------------- | ------------ | ---------- |
| Herediano    | 2 - 1      | Alajuelense | Rosabal Cordero  | 5 de julio   | 11:00      |
| Guanacasteca | 1 - 0      | Puntarenas  | Chorotega        | 2 de agosto  | 11:00      |
| Cartaginés   | 1 - 2      | Saprissa    | Nacional         | 6 de agosto  | 20:00      |
| Ramonense    | 1 - 0      | Limonense   | Guillermo Vargas | 13 de agosto | 11:00      |

| Jornada 18 | Jornada 18 | Jornada 18  | Jornada 18       | Jornada 18   | Jornada 18 |
| Local      | Resultado  | Visitante   | Estadio          | Fecha        | Hora       |
| ---------- | ---------- | ----------- | ---------------- | ------------ | ---------- |
| Limonense  | 2 - 1      | Alajuelense | Juan Gobán       | 23 de julio  | 11:00      |
| Saprissa   | 0 - 1      | Ramonense   | Ricardo Saprissa | 25 de julio  | 20:00      |
| Herediano  | 2 - 1      | Cartaginés  | Rosabal Cordero  | 2 de agosto  | 20:00      |
| México     | 1 - 1      | Puntarenas  | Nacional         | 13 de agosto | 11:00      |

| Jornada 19  | Jornada 19 | Jornada 19   | Jornada 19       | Jornada 19   | Jornada 19 |
| Local       | Resultado  | Visitante    | Estadio          | Fecha        | Hora       |
| ----------- | ---------- | ------------ | ---------------- | ------------ | ---------- |
| Herediano   | 1 - 1      | Ramonense    | Rosabal Cordero  | 20 de agosto | 11:00      |
| Saprissa    | 2 - 0      | Puntarenas   | Ricardo Saprissa | 20 de agosto | 11:00      |
| Limonense   | 1 - 1      | Guanacasteca | Juan Gobán       | 20 de agosto | 11:00      |
| Alajuelense | 3 - 0      | México       | Morera Soto      | 20 de agosto | 11:00      |

| Jornada 20   | Jornada 20 | Jornada 20 | Jornada 20       | Jornada 20   | Jornada 20 |
| Local        | Resultado  | Visitante  | Estadio          | Fecha        | Hora       |
| ------------ | ---------- | ---------- | ---------------- | ------------ | ---------- |
| Guanacasteca | 0 - 0      | Saprissa   | Chorotega        | 27 de agosto | 11:00      |
| Puntarenas   | 1 - 2      | Herediano  | "Lito" Pérez     | 27 de agosto | 11:00      |
| Ramonense    | 2 - 2      | Cartaginés | Guillermo Vargas | 27 de agosto | 11:00      |
| Limonense    | 2 - 0      | México     | Juan Gobán       | 27 de agosto | 11:00      |

| Jornada 21   | Jornada 21 | Jornada 21 | Jornada 21   | Jornada 21       | Jornada 21 |
| Local        | Resultado  | Visitante  | Estadio      | Fecha            | Hora       |
| ------------ | ---------- | ---------- | ------------ | ---------------- | ---------- |
| México       | 2 - 1      | Cartaginés | Nacional     | 23 de agosto     | 20:00      |
| Guanacasteca | 0 - 0      | Herediano  | Chorotega    | 3 de septiembre  | 12:00      |
| Puntarenas   | 1 - 2      | Limonense  | "Lito" Pérez | 10 de septiembre | 11:00      |
| Alajuelense  | 1 - 1      | Ramonense  | Morera Soto  | 13 de septiembre | 20:00      |

| Jornada 22   | Jornada 22 | Jornada 22  | Jornada 22       | Jornada 22       | Jornada 22 |
| Local        | Resultado  | Visitante   | Estadio          | Fecha            | Hora       |
| ------------ | ---------- | ----------- | ---------------- | ---------------- | ---------- |
| México       | 1 - 0      | Saprissa    | Nacional         | 10 de septiembre | 11:00      |
| Limonense    | 0 - 0      | Cartaginés  | Juan Gobán       | 17 de septiembre | 11:00      |
| Ramonense    | 0 - 3      | Puntarenas  | Guillermo Vargas | 17 de septiembre | 11:00      |
| Guanacasteca | 2 - 1      | Alajuelense | Chorotega        | 24 de septiembre | 11:00      |

| Jornada 23   | Jornada 23 | Jornada 23  | Jornada 23       | Jornada 23       | Jornada 23 |
| Local        | Resultado  | Visitante   | Estadio          | Fecha            | Hora       |
| ------------ | ---------- | ----------- | ---------------- | ---------------- | ---------- |
| Saprissa     | 4 - 0      | Limonense   | Ricardo Saprissa | 6 de septiembre  | 20:00      |
| Guanacasteca | 0 - 2      | Ramonense   | Chorotega        | 10 de septiembre | 11:00      |
| Cartaginés   | 0 - 1      | Alajuelense | "Fello" Meza     | 10 de septiembre | 12:00      |
| Herediano    | 1 - 1      | México      | Rosabal Cordero  | 13 de septiembre | 20:00      |

| Jornada 24 | Jornada 24 | Jornada 24   | Jornada 24      | Jornada 24       | Jornada 24 |
| Local      | Resultado  | Visitante    | Estadio         | Fecha            | Hora       |
| ---------- | ---------- | ------------ | --------------- | ---------------- | ---------- |
| México     | 1 - 0      | Ramonense    | Nacional        | 31 de agosto     | 20:00      |
| Cartaginés | 1 - 0      | Guanacasteca | "Fello" Meza    | 31 de agosto     | 20:00      |
| Herediano  | 2 - 0      | Saprissa     | Rosabal Cordero | 24 de septiembre | 11:00      |
| Puntarenas | 1 - 0      | Alajuelense  | "Lito" Pérez    | 27 de septiembre | 20:00      |

| Jornada 25 | Jornada 25 | Jornada 25   | Jornada 25       | Jornada 25       | Jornada 25 |
| Local      | Resultado  | Visitante    | Estadio          | Fecha            | Hora       |
| ---------- | ---------- | ------------ | ---------------- | ---------------- | ---------- |
| Saprissa   | 1 - 0      | Alajuelense  | Ricardo Saprissa | 3 de septiembre  | 12:00      |
| Cartaginés | 3 - 1      | Puntarenas   | "Fello" Meza     | 3 de septiembre  | 12:00      |
| México     | 1 - 0      | Guanacasteca | Nacional         | 17 de septiembre | 11:00      |
| Herediano  | 2 - 0      | Limonense    | Rosabal Cordero  | 20 de septiembre | 20:00      |

| Jornada 26  | Jornada 26 | Jornada 26   | Jornada 26       | Jornada 26       | Jornada 26 |
| Local       | Resultado  | Visitante    | Estadio          | Fecha            | Hora       |
| ----------- | ---------- | ------------ | ---------------- | ---------------- | ---------- |
| Alajuelense | 2 - 2      | Herediano    | Morera Soto      | 17 de septiembre | 11:00      |
| Puntarenas  | 2 - 0      | Guanacasteca | "Lito" Pérez     | 20 de septiembre | 20:00      |
| Saprissa    | 0 - 0      | Cartaginés   | Ricardo Saprissa | 20 de septiembre | 20:00      |
| Limonense   | 2 - 0      | Ramonense    | Juan Gobán       | 24 de septiembre | 12:00      |

| Jornada 27  | Jornada 27 | Jornada 27 | Jornada 27       | Jornada 27   | Jornada 27 |
| Local       | Resultado  | Visitante  | Estadio          | Fecha        | Hora       |
| ----------- | ---------- | ---------- | ---------------- | ------------ | ---------- |
| Alajuelense | 4 - 2      | Limonense  | Morera Soto      | 1 de octubre | 11:00      |
| Puntarenas  | 2 - 2      | México     | "Lito" Pérez     | 1 de octubre | 11:00      |
| Ramonense   | 1 - 0      | Saprissa   | Guillermo Vargas | 1 de octubre | 11:00      |
| Cartaginés  | 0 - 2      | Herediano  | "Fello" Meza     | 1 de octubre | 11:00      |

| Jornada 28   | Jornada 28 | Jornada 28  | Jornada 28       | Jornada 28   | Jornada 28 |
| Local        | Resultado  | Visitante   | Estadio          | Fecha        | Hora       |
| ------------ | ---------- | ----------- | ---------------- | ------------ | ---------- |
| Ramonense    | 1 - 1      | Herediano   | Guillermo Vargas | 8 de octubre | 11:00      |
| Puntarenas   | 2 - 2      | Saprissa    | "Lito" Pérez     | 8 de octubre | 11:00      |
| Guanacasteca | 0 - 0      | Limonense   | Chorotega        | 8 de octubre | 11:00      |
| México       | 3 - 1      | Alajuelense | Nacional         | 8 de octubre | 11:00      |

| Jornada 29 | Jornada 29 | Jornada 29   | Jornada 29       | Jornada 29     | Jornada 29 |
| Local      | Resultado  | Visitante    | Estadio          | Fecha          | Hora       |
| ---------- | ---------- | ------------ | ---------------- | -------------- | ---------- |
| Saprissa   | 3 - 0      | Guanacasteca | Ricardo Saprissa | 12 de octubre  | 11:00      |
| Herediano  | 2 - 0      | Puntarenas   | Rosabal Cordero  | 12 de octubre  | 12:00      |
| Cartaginés | 1 - 0      | Ramonense    | "Fello" Meza     | 12 de octubre  | 12:00      |
| México     | 1 - 1      | Limonense    | Nacional         | 1 de noviembre | 20:00      |

| Jornada 30 | Jornada 30 | Jornada 30   | Jornada 30       | Jornada 30     | Jornada 30 |
| Local      | Resultado  | Visitante    | Estadio          | Fecha          | Hora       |
| ---------- | ---------- | ------------ | ---------------- | -------------- | ---------- |
| Cartaginés | 1 - 2      | México       | "Fello" Meza     | 4 de octubre   | 20:00      |
| Herediano  | 1 - 0      | Guanacasteca | Rosabal Cordero  | 15 de octubre  | 11:00      |
| Limonense  | 1 - 1      | Puntarenas   | Juan Gobán       | 22 de octubre  | 11:00      |
| Ramonense  | 1 - 1      | Alajuelense  | Guillermo Vargas | 5 de noviembre | 11:00      |

| Jornada 31  | Jornada 31 | Jornada 31   | Jornada 31       | Jornada 31     | Jornada 31 |
| Local       | Resultado  | Visitante    | Estadio          | Fecha          | Hora       |
| ----------- | ---------- | ------------ | ---------------- | -------------- | ---------- |
| Cartaginés  | 4 - 3      | Limonense    | "Fello" Meza     | 18 de octubre  | 20:00      |
| Puntarenas  | 2 - 2      | Ramonense    | "Lito" Pérez     | 18 de octubre  | 20:00      |
| Saprissa    | 1 - 1      | México       | Ricardo Saprissa | 22 de octubre  | 11:00      |
| Alajuelense | 6 - 0      | Guanacasteca | Morera Soto      | 8 de noviembre | 20:00      |

| Jornada 32  | Jornada 32 | Jornada 32   | Jornada 32       | Jornada 32    | Jornada 32 |
| Local       | Resultado  | Visitante    | Estadio          | Fecha         | Hora       |
| ----------- | ---------- | ------------ | ---------------- | ------------- | ---------- |
| Ramonense   | 1 - 3      | Guanacasteca | Guillermo Vargas | 29 de octubre | 11:00      |
| Alajuelense | 1 - 1      | Cartaginés   | Morera Soto      | 29 de octubre | 11:00      |
| México      | 1 - 1      | Herediano    | Nacional         | 29 de octubre | 11:00      |
| Limonense   | 1 - 0      | Saprissa     | Juan Gobán       | 29 de octubre | 12:00      |

| Jornada 33   | Jornada 33 | Jornada 33 | Jornada 33       | Jornada 33      | Jornada 33 |
| Local        | Resultado  | Visitante  | Estadio          | Fecha           | Hora       |
| ------------ | ---------- | ---------- | ---------------- | --------------- | ---------- |
| Ramonense    | 2 - 0      | México     | Guillermo Vargas | 15 de octubre   | 11:00      |
| Guanacasteca | 2 - 4      | Cartaginés | Chorotega        | 22 de octubre   | 11:00      |
| Alajuelense  | 3 - 1      | Puntarenas | Morera Soto      | 12 de noviembre | 11:00      |
| Saprissa     | 2 - 2      | Herediano  | Ricardo Saprissa | 12 de noviembre | 11:00      |

| Jornada 34   | Jornada 34 | Jornada 34 | Jornada 34   | Jornada 34      | Jornada 34 |
| Local        | Resultado  | Visitante  | Estadio      | Fecha           | Hora       |
| ------------ | ---------- | ---------- | ------------ | --------------- | ---------- |
| Alajuelense  | 1 - 1      | Saprissa   | Nacional     | 15 de octubre   | 11:00      |
| Puntarenas   | 2 - 0      | Cartaginés | "Lito" Pérez | 15 de octubre   | 11:00      |
| Limonense    | 2 - 1      | Herediano  | Juan Gobán   | 5 de noviembre  | 11:00      |
| Guanacasteca | 2 - 2      | México     | Chorotega    | 12 de noviembre | 11:00      |

| Jornada 35   | Jornada 35 | Jornada 35  | Jornada 35       | Jornada 35      | Jornada 35 |
| Local        | Resultado  | Visitante   | Estadio          | Fecha           | Hora       |
| ------------ | ---------- | ----------- | ---------------- | --------------- | ---------- |
| Herediano    | 5 - 2      | Alajuelense | Rosabal Cordero  | 22 de octubre   | 11:00      |
| Guanacasteca | 2 - 0      | Puntarenas  | Chorotega        | 5 de noviembre  | 11:00      |
| Cartaginés   | 1 - 0      | Saprissa    | "Fello" Meza     | 5 de noviembre  | 11:00      |
| Ramonense    | 2 - 3      | Limonense   | Guillermo Vargas | 12 de noviembre | 11:00      |

| Jornada 36 | Jornada 36 | Jornada 36  | Jornada 36       | Jornada 36     | Jornada 36 |
| Local      | Resultado  | Visitante   | Estadio          | Fecha          | Hora       |
| ---------- | ---------- | ----------- | ---------------- | -------------- | ---------- |
| Limonense  | 2 - 0      | Alajuelense | Juan Gobán       | 12 de octubre  | 12:00      |
| Saprissa   | 0 - 0      | Ramonense   | Ricardo Saprissa | 26 de octubre  | 20:00      |
| Herediano  | 1 - 1      | Cartaginés  | Rosabal Cordero  | 1 de noviembre | 20:00      |
| México     | 0 - 1      | Puntarenas  | Nacional         | 8 de noviembre | 20:00      |

## Segunda fase

### Pentagonal
| Pos. | Equipo               | Pts. | PJ | G | E | P | GF | GC | Dif. | Notas                     |
| ---- | -------------------- | ---- | -- | - | - | - | -- | -- | ---- | ------------------------- |
| 1    | Municipal Puntarenas | 10   | 8  | 5 | 0 | 3 | 12 | 11 | +1   | Clasifica a la gran final |
| 2    | A. D. Ramonense      | 9    | 8  | 3 | 3 | 2 | 7  | 8  | −1   |                           |
| 3    | C. S. Herediano      | 8    | 8  | 3 | 2 | 3 | 15 | 10 | +5   |                           |
| 4    | Deportivo Saprissa   | 8    | 8  | 2 | 4 | 2 | 9  | 8  | +1   |                           |
| 5    | A. D. Limonense      | 5    | 8  | 1 | 3 | 4 | 5  | 11 | −6   |                           |

 Fuente: La República
Criterios de clasificación: Puntos · Diferencia de goles · Goles a favor

### Resultados
Los horarios corresponden al tiempo de Costa Rica (UTC-6).
| Jornada 1 | Jornada 1 | Jornada 1  | Jornada 1       | Jornada 1       | Jornada 1 |
| Local     | Resultado | Visitante  | Estadio         | Fecha           | Hora      |
| --------- | --------- | ---------- | --------------- | --------------- | --------- |
| Herediano | 0 - 0     | Ramonense  | Rosabal Cordero | 19 de noviembre | 11:00     |
| Limonense | 0 - 1     | Puntarenas | Juan Gobán      | 19 de noviembre | 12:00     |

| Jornada 2 | Jornada 2 | Jornada 2 | Jornada 2       | Jornada 2       | Jornada 2 |
| Local     | Resultado | Visitante | Estadio         | Fecha           | Hora      |
| --------- | --------- | --------- | --------------- | --------------- | --------- |
| Ramonense | 3 - 1     | Saprissa  | Nacional        | 21 de noviembre | 20:00     |
| Herediano | 2 - 3     | Limonense | Rosabal Cordero | 23 de noviembre | 20:00     |

| Jornada 3  | Jornada 3 | Jornada 3 | Jornada 3        | Jornada 3       | Jornada 3 |
| Local      | Resultado | Visitante | Estadio          | Fecha           | Hora      |
| ---------- | --------- | --------- | ---------------- | --------------- | --------- |
| Puntarenas | 4 - 1     | Herediano | Nacional         | 26 de noviembre | 11:00     |
| Saprissa   | 0 - 0     | Limonense | Ricardo Saprissa | 26 de noviembre | 11:00     |

| Jornada 4  | Jornada 4 | Jornada 4 | Jornada 4        | Jornada 4       | Jornada 4 |
| Local      | Resultado | Visitante | Estadio          | Fecha           | Hora      |
| ---------- | --------- | --------- | ---------------- | --------------- | --------- |
| Puntarenas | 0 - 1     | Ramonense | "Lito" Pérez     | 28 de noviembre | 20:00     |
| Saprissa   | 1 - 1     | Herediano | Ricardo Saprissa | 30 de noviembre | 20:00     |

| Jornada 5  | Jornada 5 | Jornada 5 | Jornada 5    | Jornada 5      | Jornada 5 |
| Local      | Resultado | Visitante | Estadio      | Fecha          | Hora      |
| ---------- | --------- | --------- | ------------ | -------------- | --------- |
| Puntarenas | 2 - 1     | Saprissa  | "Lito" Pérez | 3 de diciembre | 11:00     |
| Limonense  | 0 - 0     | Ramonense | Nacional     | 3 de diciembre | 11:00     |

| Jornada 6  | Jornada 6 | Jornada 6 | Jornada 6    | Jornada 6      | Jornada 6 |
| Local      | Resultado | Visitante | Estadio      | Fecha          | Hora      |
| ---------- | --------- | --------- | ------------ | -------------- | --------- |
| Ramonense  | 1 - 6     | Herediano | Nacional     | 5 de diciembre | 20:00     |
| Puntarenas | 3 - 1     | Limonense | "Lito" Pérez | 7 de diciembre | 20:00     |

| Jornada 7 | Jornada 7 | Jornada 7 | Jornada 7        | Jornada 7       | Jornada 7 |
| Local     | Resultado | Visitante | Estadio          | Fecha           | Hora      |
| --------- | --------- | --------- | ---------------- | --------------- | --------- |
| Saprissa  | 0 - 0     | Ramonense | Ricardo Saprissa | 10 de diciembre | 11:00     |
| Limonense | 0 - 2     | Herediano | Nacional         | 19 de diciembre | 20:00     |

| Jornada 8 | Jornada 8 | Jornada 8  | Jornada 8       | Jornada 8       | Jornada 8 |
| Local     | Resultado | Visitante  | Estadio         | Fecha           | Hora      |
| --------- | --------- | ---------- | --------------- | --------------- | --------- |
| Herediano | 3 - 0     | Puntarenas | Rosabal Cordero | 12 de diciembre | 20:00     |
| Limonense | 1 - 1     | Saprissa   | Nacional        | 14 de diciembre | 20:00     |

| Jornada 9 | Jornada 9 | Jornada 9  | Jornada 9       | Jornada 9       | Jornada 9 |
| Local     | Resultado | Visitante  | Estadio         | Fecha           | Hora      |
| --------- | --------- | ---------- | --------------- | --------------- | --------- |
| Ramonense | 0 - 1     | Puntarenas | Nacional        | 17 de diciembre | 11:00     |
| Herediano | 0 - 1     | Saprissa   | Rosabal Cordero | 27 de diciembre | 20:00     |

| Jornada 10 | Jornada 10 | Jornada 10 | Jornada 10       | Jornada 10      | Jornada 10 |
| Local      | Resultado  | Visitante  | Estadio          | Fecha           | Hora       |
| ---------- | ---------- | ---------- | ---------------- | --------------- | ---------- |
| Saprissa   | 4 - 1      | Puntarenas | Ricardo Saprissa | 21 de diciembre | 20:30      |
| Ramonense  | 2 - 0      | Limonense  | Guillermo Vargas | 23 de diciembre | 20:00      |

## Final
Disputaron la final el líder de la etapa de clasificación y el líder de la pentagonal.

### Herediano vs. Puntarenas
| Ida; 5 de enero de 1979, 20:00 | Municipal Puntarenas | 0:2 (0:2) | C. S. Herediano        | Estadio Nacional, San José     |                                |
|                                |                      | Reporte   | - Róger Álvarez 2', 6' | Árbitro(s): Luis Paulino Siles | Árbitro(s): Luis Paulino Siles |

| Vuelta; 9 de enero de 1979, 20:00 | C. S. Herediano             | 2:1 (1:1) | Municipal Puntarenas  | Estadio Nacional, San José                                     |                                                                |
|                                   | - Fernando Montero 45', 60' | Reporte   | - Tomás Velásquez 28' | Asistencia: 16 280 espectadores Árbitro(s): Luis Alberto Rojas | Asistencia: 16 280 espectadores Árbitro(s): Luis Alberto Rojas |

#### Final - ida
| -     | POR   | Didier Gutiérrez  |                       |
|       | DEF   | Carlos Toppings   |                       |
|       | DEF   | Ricardo García    |                       |
|       | DEF   | Álvaro Castro     |                       |
|       | DEF   | Gonzalo Recio     |                       |
|       | MED   | Felipe Moraga     | Salió a los ' minutos |
|       | MED   | Tomás Velásquez   |                       |
|       | MED   | Jaime Grant       |                       |
|       | MED   | Gerardo Gutiérrez |                       |
|       | DEL   | Carlos Martínez   | Salió a los ' minutos |
|       | DEL   | Gustavo Rodríguez | Salió a los ' minutos |
| D. T. | D. T. | Antonio Moyano    |                       |

| -     | POR   | Gladstone Edmond  |                       |
|       | DEF   | Octavio Castillo  |                       |
|       | DEF   | Claudio Benavides |                       |
|       | DEF   | Walter Rojas      |                       |
|       | DEF   | Carlos Watson     |                       |
|       | MED   | Nilton Nóbrega    |                       |
|       | MED   | Róger Álvarez     | Salió a los ' minutos |
|       | MED   | Julio Gómez       | Salió a los ' minutos |
|       | MED   | Carlos Camacho    |                       |
|       | DEL   | Fernando Montero  |                       |
|       | DEL   | William Fisher    |                       |
| D. T. | D. T. | Odir Jacques      |                       |

| - | DEL | Jorge Ulate    | Entró a los ' minutos |
|   | MED | Manuel Arias   | Entró a los ' minutos |
|   | DEL | Eladio Montero | Entró a los ' minutos |

| - | DEF | Carlos Campos | Entró a los ' minutos |
|   | DEL | Carlos Ovares | Entró a los ' minutos |
|   | DEL | Mario Fonseca | Entró a los ' minutos |

| 2' · 6' | Róger Álvarez | 0:1 0:2 |

| Principal | Luis Paulino Siles |

| -     | POR   | Didier Gutiérrez  |                       |
|       | DEF   | Carlos Toppings   |                       |
|       | DEF   | Ricardo García    |                       |
|       | DEF   | Álvaro Castro     |                       |
|       | DEF   | Gonzalo Recio     |                       |
|       | MED   | Felipe Moraga     | Salió a los ' minutos |
|       | MED   | Tomás Velásquez   |                       |
|       | MED   | Jaime Grant       |                       |
|       | MED   | Gerardo Gutiérrez |                       |
|       | DEL   | Carlos Martínez   | Salió a los ' minutos |
|       | DEL   | Gustavo Rodríguez | Salió a los ' minutos |
| D. T. | D. T. | Antonio Moyano    |                       |

| -     | POR   | Gladstone Edmond  |                       |
|       | DEF   | Octavio Castillo  |                       |
|       | DEF   | Claudio Benavides |                       |
|       | DEF   | Walter Rojas      |                       |
|       | DEF   | Carlos Watson     |                       |
|       | MED   | Nilton Nóbrega    |                       |
|       | MED   | Róger Álvarez     | Salió a los ' minutos |
|       | MED   | Julio Gómez       | Salió a los ' minutos |
|       | MED   | Carlos Camacho    |                       |
|       | DEL   | Fernando Montero  |                       |
|       | DEL   | William Fisher    |                       |
| D. T. | D. T. | Odir Jacques      |                       |

| - | DEL | Jorge Ulate    | Entró a los ' minutos |
|   | MED | Manuel Arias   | Entró a los ' minutos |
|   | DEL | Eladio Montero | Entró a los ' minutos |

| - | DEF | Carlos Campos | Entró a los ' minutos |
|   | DEL | Carlos Ovares | Entró a los ' minutos |
|   | DEL | Mario Fonseca | Entró a los ' minutos |

| 2' · 6' | Róger Álvarez | 0:1 0:2 |

| Principal | Luis Paulino Siles |

| -     | POR   | Didier Gutiérrez  |                       |
|       | DEF   | Carlos Toppings   |                       |
|       | DEF   | Ricardo García    |                       |
|       | DEF   | Álvaro Castro     |                       |
|       | DEF   | Gonzalo Recio     |                       |
|       | MED   | Felipe Moraga     | Salió a los ' minutos |
|       | MED   | Tomás Velásquez   |                       |
|       | MED   | Jaime Grant       |                       |
|       | MED   | Gerardo Gutiérrez |                       |
|       | DEL   | Carlos Martínez   | Salió a los ' minutos |
|       | DEL   | Gustavo Rodríguez | Salió a los ' minutos |
| D. T. | D. T. | Antonio Moyano    |                       |

| -     | POR   | Gladstone Edmond  |                       |
|       | DEF   | Octavio Castillo  |                       |
|       | DEF   | Claudio Benavides |                       |
|       | DEF   | Walter Rojas      |                       |
|       | DEF   | Carlos Watson     |                       |
|       | MED   | Nilton Nóbrega    |                       |
|       | MED   | Róger Álvarez     | Salió a los ' minutos |
|       | MED   | Julio Gómez       | Salió a los ' minutos |
|       | MED   | Carlos Camacho    |                       |
|       | DEL   | Fernando Montero  |                       |
|       | DEL   | William Fisher    |                       |
| D. T. | D. T. | Odir Jacques      |                       |

| - | DEL | Jorge Ulate    | Entró a los ' minutos |
|   | MED | Manuel Arias   | Entró a los ' minutos |
|   | DEL | Eladio Montero | Entró a los ' minutos |

| - | DEF | Carlos Campos | Entró a los ' minutos |
|   | DEL | Carlos Ovares | Entró a los ' minutos |
|   | DEL | Mario Fonseca | Entró a los ' minutos |

| 2' · 6' | Róger Álvarez | 0:1 0:2 |

| Principal | Luis Paulino Siles |

| -     | POR   | Didier Gutiérrez  |                       |
|       | DEF   | Carlos Toppings   |                       |
|       | DEF   | Ricardo García    |                       |
|       | DEF   | Álvaro Castro     |                       |
|       | DEF   | Gonzalo Recio     |                       |
|       | MED   | Felipe Moraga     | Salió a los ' minutos |
|       | MED   | Tomás Velásquez   |                       |
|       | MED   | Jaime Grant       |                       |
|       | MED   | Gerardo Gutiérrez |                       |
|       | DEL   | Carlos Martínez   | Salió a los ' minutos |
|       | DEL   | Gustavo Rodríguez | Salió a los ' minutos |
| D. T. | D. T. | Antonio Moyano    |                       |

| -     | POR   | Gladstone Edmond  |                       |
|       | DEF   | Octavio Castillo  |                       |
|       | DEF   | Claudio Benavides |                       |
|       | DEF   | Walter Rojas      |                       |
|       | DEF   | Carlos Watson     |                       |
|       | MED   | Nilton Nóbrega    |                       |
|       | MED   | Róger Álvarez     | Salió a los ' minutos |
|       | MED   | Julio Gómez       | Salió a los ' minutos |
|       | MED   | Carlos Camacho    |                       |
|       | DEL   | Fernando Montero  |                       |
|       | DEL   | William Fisher    |                       |
| D. T. | D. T. | Odir Jacques      |                       |

| - | DEL | Jorge Ulate    | Entró a los ' minutos |
|   | MED | Manuel Arias   | Entró a los ' minutos |
|   | DEL | Eladio Montero | Entró a los ' minutos |

| - | DEF | Carlos Campos | Entró a los ' minutos |
|   | DEL | Carlos Ovares | Entró a los ' minutos |
|   | DEL | Mario Fonseca | Entró a los ' minutos |

| 2' · 6' | Róger Álvarez | 0:1 0:2 |

| Principal | Luis Paulino Siles |

#### Final - vuelta
| -     | POR   | Gladstone Edmond  |                       |
|       | DEF   | Octavio Castillo  |                       |
|       | DEF   | Claudio Benavides |                       |
|       | DEF   | Walter Rojas      |                       |
|       | DEF   | Carlos Watson     |                       |
|       | MED   | Asdrúbal Paniagua |                       |
|       | MED   | Róger Álvarez     | Salió a los ' minutos |
|       | MED   | Nilton Nóbrega    |                       |
|       | MED   | Julio Gómez       |                       |
|       | DEL   | Fernando Montero  |                       |
|       | DEL   | William Fisher    |                       |
| D. T. | D. T. | Odir Jacques      |                       |

| -     | POR   | Gerardo Sequeira  |                       |
|       | DEF   | Carlos Toppings   | Salió a los ' minutos |
|       | DEF   | Ricardo García    |                       |
|       | DEF   | Álvaro Castro     |                       |
|       | DEF   | Gonzalo Recio     |                       |
|       | MED   | Manuel Arias      |                       |
|       | MED   | Tomás Velásquez   |                       |
|       | MED   | Jaime Grant       |                       |
|       | MED   | Gerardo Gutiérrez |                       |
|       | DEL   | Jorge Ulate       |                       |
|       | DEL   | Felipe Moraga     | Salió a los ' minutos |
| D. T. | D. T. | Antonio Moyano    |                       |

| - | DEL | Carlos Campos | Entró a los ' minutos |

| - | DEL | Ramón Rosaba Galagarza | Entró a los ' minutos |
|   | DEF | Astor Kelly            | Entró a los ' minutos |
|   | DEL | Gustavo Rodríguez      | Entró a los ' minutos |

| 45' · 60' | Fernando Montero | 1:1 2:1 |

| 28' | Tomás Velásquez | 0:1 |

| Principal  | Luis A. Rojas     |
| Asistentes | Carlos Luis Monge |

| -     | POR   | Gladstone Edmond  |                       |
|       | DEF   | Octavio Castillo  |                       |
|       | DEF   | Claudio Benavides |                       |
|       | DEF   | Walter Rojas      |                       |
|       | DEF   | Carlos Watson     |                       |
|       | MED   | Asdrúbal Paniagua |                       |
|       | MED   | Róger Álvarez     | Salió a los ' minutos |
|       | MED   | Nilton Nóbrega    |                       |
|       | MED   | Julio Gómez       |                       |
|       | DEL   | Fernando Montero  |                       |
|       | DEL   | William Fisher    |                       |
| D. T. | D. T. | Odir Jacques      |                       |

| -     | POR   | Gerardo Sequeira  |                       |
|       | DEF   | Carlos Toppings   | Salió a los ' minutos |
|       | DEF   | Ricardo García    |                       |
|       | DEF   | Álvaro Castro     |                       |
|       | DEF   | Gonzalo Recio     |                       |
|       | MED   | Manuel Arias      |                       |
|       | MED   | Tomás Velásquez   |                       |
|       | MED   | Jaime Grant       |                       |
|       | MED   | Gerardo Gutiérrez |                       |
|       | DEL   | Jorge Ulate       |                       |
|       | DEL   | Felipe Moraga     | Salió a los ' minutos |
| D. T. | D. T. | Antonio Moyano    |                       |

| - | DEL | Carlos Campos | Entró a los ' minutos |

| - | DEL | Ramón Rosaba Galagarza | Entró a los ' minutos |
|   | DEF | Astor Kelly            | Entró a los ' minutos |
|   | DEL | Gustavo Rodríguez      | Entró a los ' minutos |

| 45' · 60' | Fernando Montero | 1:1 2:1 |

| 28' | Tomás Velásquez | 0:1 |

| Principal  | Luis A. Rojas     |
| Asistentes | Carlos Luis Monge |

| -     | POR   | Gladstone Edmond  |                       |
|       | DEF   | Octavio Castillo  |                       |
|       | DEF   | Claudio Benavides |                       |
|       | DEF   | Walter Rojas      |                       |
|       | DEF   | Carlos Watson     |                       |
|       | MED   | Asdrúbal Paniagua |                       |
|       | MED   | Róger Álvarez     | Salió a los ' minutos |
|       | MED   | Nilton Nóbrega    |                       |
|       | MED   | Julio Gómez       |                       |
|       | DEL   | Fernando Montero  |                       |
|       | DEL   | William Fisher    |                       |
| D. T. | D. T. | Odir Jacques      |                       |

| -     | POR   | Gerardo Sequeira  |                       |
|       | DEF   | Carlos Toppings   | Salió a los ' minutos |
|       | DEF   | Ricardo García    |                       |
|       | DEF   | Álvaro Castro     |                       |
|       | DEF   | Gonzalo Recio     |                       |
|       | MED   | Manuel Arias      |                       |
|       | MED   | Tomás Velásquez   |                       |
|       | MED   | Jaime Grant       |                       |
|       | MED   | Gerardo Gutiérrez |                       |
|       | DEL   | Jorge Ulate       |                       |
|       | DEL   | Felipe Moraga     | Salió a los ' minutos |
| D. T. | D. T. | Antonio Moyano    |                       |

| - | DEL | Carlos Campos | Entró a los ' minutos |

| - | DEL | Ramón Rosaba Galagarza | Entró a los ' minutos |
|   | DEF | Astor Kelly            | Entró a los ' minutos |
|   | DEL | Gustavo Rodríguez      | Entró a los ' minutos |

| 45' · 60' | Fernando Montero | 1:1 2:1 |

| 28' | Tomás Velásquez | 0:1 |

| Principal  | Luis A. Rojas     |
| Asistentes | Carlos Luis Monge |

| -     | POR   | Gladstone Edmond  |                       |
|       | DEF   | Octavio Castillo  |                       |
|       | DEF   | Claudio Benavides |                       |
|       | DEF   | Walter Rojas      |                       |
|       | DEF   | Carlos Watson     |                       |
|       | MED   | Asdrúbal Paniagua |                       |
|       | MED   | Róger Álvarez     | Salió a los ' minutos |
|       | MED   | Nilton Nóbrega    |                       |
|       | MED   | Julio Gómez       |                       |
|       | DEL   | Fernando Montero  |                       |
|       | DEL   | William Fisher    |                       |
| D. T. | D. T. | Odir Jacques      |                       |

| -     | POR   | Gerardo Sequeira  |                       |
|       | DEF   | Carlos Toppings   | Salió a los ' minutos |
|       | DEF   | Ricardo García    |                       |
|       | DEF   | Álvaro Castro     |                       |
|       | DEF   | Gonzalo Recio     |                       |
|       | MED   | Manuel Arias      |                       |
|       | MED   | Tomás Velásquez   |                       |
|       | MED   | Jaime Grant       |                       |
|       | MED   | Gerardo Gutiérrez |                       |
|       | DEL   | Jorge Ulate       |                       |
|       | DEL   | Felipe Moraga     | Salió a los ' minutos |
| D. T. | D. T. | Antonio Moyano    |                       |

| - | DEL | Carlos Campos | Entró a los ' minutos |

| - | DEL | Ramón Rosaba Galagarza | Entró a los ' minutos |
|   | DEF | Astor Kelly            | Entró a los ' minutos |
|   | DEL | Gustavo Rodríguez      | Entró a los ' minutos |

| 45' · 60' | Fernando Montero | 1:1 2:1 |

| 28' | Tomás Velásquez | 0:1 |

| Principal  | Luis A. Rojas     |
| Asistentes | Carlos Luis Monge |

|                                     |
|                                     |
| Campeón C. S. Herediano 16.º título |

## Estadísticas

### Tabla de goleadores
Lista con los máximos anotadores de la temporada.
| Pos. | Jugador           | Equipo     | Goles |
| ---- | ----------------- | ---------- | ----- |
| 1.º  | Gerardo Gutiérrez | Puntarenas | 23    |
| 2.º  | Fernando Montero  | Herediano  | 20    |
| 3.º  | Jorge Ulate       | Puntarenas | 14    |
| 4.º  | Róger Álvarez     | Herediano  | 11    |
| =    | Rodrigo Kenton    | Ramonense  | 11    |
| =    | Gerardo Solano    | Saprissa   | 11    |
| =    | Pío Da Silva      | Limonense  | 11    |
| =    | Carlos Solano     | Cartaginés | 11    |
| =    | José Manuel Rojas | México     | 11    |
| =    | Víctor Acuña      | México     | 11    |